# Gustaf Jonsson
Karl Gustaf Jonsson (* 7. Juli 1903 in Lycksele; † 30. Juli 1990 in Bromma) war ein schwedischer Skilangläufer.

## Werdegang
Jonsson, der für den Lycksele IF und den Husums IF startete, wurde im Jahr 1925 schwedischer Meister über 30 km und belegte bei den Weltmeisterschaften 1926 in Lahti den sechsten Platz über 50 km und den vierten Rang über 30 km. Bei den Olympischen Winterspielen 1928 in St. Moritz gewann er die Silbermedaille im Rennen über 50 km. Im folgenden Jahr errang er bei den Weltmeisterschaften in Zakopane über 18 km und über 50 km jeweils den fünften Platz. Bei den Olympischen Winterspielen 1932 in Lake Placid wurde er Neunter über 50 km. Beim  Wasalauf wurde er im Jahr 1926 Achter und im Jahr 1930 Zweiter.